# La Coalición de Creadores e Industrias de Contenidos
La Coalición de Creadores e Industrias de Contenidos es una asociación que representa en España al sector del entretenimiento, actuando como grupo de presión de la industria de la propiedad intelectual. Se creó en abril de 2008 para promover el endurecimiento de la ley de propiedad intelectual y otras medidas en contra del intercambio de ficheros en redes P2P, descargas directas y servicios de streaming.
En la actualidad la integran las principales entidades de gestión españolas y asociaciones empresariales del mundo de la música, cine, videojuegos, y libro, teniendo como misión trabajar en el impulso y desarrollo de cuantas actividades sean necesarias para evitar la vulneración de los derechos de propiedad intelectual, especialmente en internet.

## Historia
La Coalición de Creadores e Industrias de Contenidos se constituyó el 31 de enero de 2008 y se inscribió el 14 de mayo de ese mismo año como asociación. La asociación está inicialmente formada por EGEDA, Promusicae, SGAE, FAP, ADIVAN y ADICAN. El 17 de junio publicó la nota de prensa de su fundación junto a un manifiesto titulado Derechos para todos en Internet.
Desde ese momento, La Coalición negoció con el Ministerio de Cultura y Redtel la implantación en España de medidas contra el intercambio de ficheros a través de redes P2P tales como el corte de la conexión a Internet de sus usuarios, el bloqueo de sitios web de enlaces a redes P2P o la persecución penal de quienes compartiesen ficheros.
En marzo de 2010, Joan Navarro Martínez dimitió y el nuevo director general pasó a ser Andrés Dionis, manteniéndose así la misma jerarquía en la Coalición que en Fincorp, donde ambos trabajaban.
Su Presidente en 2012 es Antonio Guisasola y su Director José Manuel Tourné.

## Objetivos
1.	Contribuir a acabar con la piratería y la constante, masiva y diaria vulneración de derechos de propiedad intelectual en internet en España.
2.	Impulsar y desarrollar las actividades institucionales y comunicativas necesarias para crear una sólida corriente de opinión en contra de la piratería. Sensibilizar al conjunto de la sociedad para acabar con las prácticas que vulneran los derechos de Propiedad Intelectual.
3.	Persuadir a las autoridades con capacidad de decisión (altos cargos de las administraciones públicas, partidos políticos, grupos parlamentarios…) para que entre en vigor con urgencia una normativa eficaz contra la piratería que evite el progresivo deterioro de la industria de contenidos digitales.
4.	Conseguir que en la normativa que desarrolle la futura legislación antipiratería se incluyan propuestas de la Coalición de Creadores, además de vigilar las acciones del Gobierno y los órganos específicos que puedan crearse para que resulten eficaces.
5.	Potenciar y reforzar el desarrollo de acciones continuadas y coordinadas dentro de una estrategia común del sector de contenidos digitales para acabar con la Piratería y sus efectos.

## Entidades Asociadas
La Coalición agrupa a la práctica totalidad de la industria de contenidos digitales en España.
Forman parte de La Coalición como socios fundadores:
- Productores de Música de España (Promusicae). Entidad que agrupa 100 empresas productoras de música, que representan en su conjunto más del 95 % del mercado musical. Tiene como finalidad defender los intereses de los productores de música ante la administración pública y otros colectivos privados.
- Sociedad General de Autores y Editores (SGAE). El número de asociados asciende a 103 466, todos ellos creadores de cine, música, danza y coreografía. Tiene más de cien años de historia y gestiona los derechos de propiedad intelectual de sus socios en todo el mundo.
- Federación para la Defensa de la Propiedad Intelectual (FAP). Integrada por seis asociaciones de productores, incluida la MPAA (Motion Pictures Asociation of America), así como distribuidores y proveedores del sector audiovisual que suponen más de 30 compañías. Unifica, además, la labor antipiratería del sector videográfico y de videojuegos. Desarrolla actividades de sensibilización a las Autoridades y a la sociedad en general, con el objetivo de acabar con la piratería mediante la aplicación de una normativa eficaz.
- Entidad de Gestión de Derechos de los Productores Audiovisuales (Egeda). Representa en España los intereses de la práctica totalidad de los productores audiovisuales, con aproximadamente 2.000 socios directos y la representación, a través de convenios, de más de 6500 productores internacionales.
- Asociación Española de Distribuidores y Editores de Software de Entretenimiento (Adese). Agrupa a los principales productores nacionales e internacionales de videojuegos. Las empresas miembros de la asociación representan a más del 80 % de la facturación del sector en España.
- Asociación de Distribuidores e Importadores de Cine de Ámbito Nacional (Adicán). Integra a la práctica totalidad de las empresas del sector.
- Asociación de Distribuidores Videográficos de Ámbito Nacional (Adiván). Agrupa a empresas distribuidoras de vídeo doméstico.
- Artistas, Intérpretes y Ejecutantes, Sociedad de Gestión (AIE). Fundada en 1989 defiende los derechos de los artistas, la recaudación y reparto de sus derechos en todo el mundo, y la promoción de la música y la cultura.